# بادرود (فیروزکوه)
۳۵°۴۹′۵۸″ شمالی ۵۲°۴۱′۵۷″ شرقی / ۳۵٫۸۳۲۷۸°شمالی ۵۲٫۶۹۹۱۷°شرقی
بادرود، روستایی از توابع بخش مرکزی شهرستان فیروزکوه در استان تهران ایران است.

## جمعیت
این روستا در دهستان شهرآباد قرار دارد و براساس سرشماری مرکز آمار ایران در سال ۱۳۹۰، جمعیت آن ۲۸۸ نفر (۱۰۱خانوار) بوده‌است.
دو خاندان اصلی در این روستا ساکن هستند.
خاندان درویش متولی که نام خانوادگی اغلب افراد این خاندان است. نام خانوادگی هایی مانند خاتمیان به این خاندان ارتباط دارند.
خاندان دیگر، کیانی نام دارد. نام خانوادگی هایی مانند کیانی، کیخسروی، کیه بادروی، کیه، کیان فر به این خاندان ارتباط دارند.

## زبان
مردم این روستا به زبان مازندرانی صحبت می کنند.